# Movikens masugn
Movikens masugn var en masugn vid Norrdellen i Hälsingland.
Movikens första masugn uppfördes 1796 som ett komplement till masugnen i Österbo i närheten. Bägge hörde ihop med Strömbacka bruk strax norr om Moviken, där tackjärnet förädlades till stångjärn. Den ursprungliga masugnen nådde sin största produktion 1851. Den byggdes sedan om och effektiviserades på 1860-talet. År 1902-04 uppfördes en ny masugn, som var i drift till 1937. Den står fortfarande kvar och är numera ett byggnadsminne.
Movikens masugn är numera ett museum. Vid Norddellen i Moviken ligger veteranfartygen S/S Fortuna och M/S Dellen.